# Dunedin
Dunedin er en by i Otago-regionen på Sydøen i New Zealand. Den er Sydøens næststørste by og har omkring 112.000 indbyggere. Dunedin blev grundlagt i starten af 1900-tallet af skotske nybyggere, og Dunedin er keltisk for Edinburgh. Under New Zealands guldgravertid var Dunedin den største by i landet, da den som havneby var den naturlige portal for de mange tilrejsende guldgravere samt materiel, der skulle bruges.
Byen byder på mange spændende oplevelser, herunder besøg på bryggeriet Speights, chokoladefabrikken Cadbury World og rigmandshjemmet Olveston House. I Dunedin ligger desuden New Zealands første universitet, University of Otago.
Dunedins gader er meget stejle, og historien går på, at de skotske nybyggere ville finde en havn, der mindede om deres hjemby Edinburgh. Da de fandt området omkring Dunedin, lagde de stort set et kort over Edinburgh ud over området og begyndte at bygge. De havde dog ikke taget højde for det meget kuperede terræn. Det resulterede blandt andet i, at Dunedin den dag i dag er hjemsted for verdens stejleste gade, Baldwin Street, der har en hældning på hele 38 grader.
Den danske byplanlægger og arkitekt Conrad Seidelin er begravet i Dunedin.

## Venskabsbyer
Dunedin er venskabsby til adskillige byer i verden. Nogle af disse er:
| - Edinburgh, Skotland, United Kingdom (since 1974) - Otaru, Japan - Shanghai, Kina - Portsmouth, Virginia, United States |